# Zlinszky Aladár
Zlinszky Aladár (Cegléd, 1864. június 5. – Veszprém, 1941. december 2.) irodalomtörténész, esztéta, az MTA tagja. Zlinszky Imre és Ferencsics Eleonóra fia.

## Életpályája
1888-ban szerzett tanári és bölcsészdoktori diplomát a budapesti egyetemen. Gimnáziumi tanár volt 1887-től Baján, Pancsován, Zomboron, majd 1896 és 1921 között Budapesten.  1922-ben a budapesti egyetemen volt magántanár, majd 1933-tól c. ny. rk. tanár. 1921 és 1934 között a budapesti  tanárképző intézet tanáraként dolgozott. Főleg stilisztikai és stílustörténeti tanulmányokat publikált. Nyelvészeti dolgozatai a Magyar Nyelvőrben jelentek meg.
Középiskolai tankönyveit széles körben használták.

## Akadémiai tagsága
- az MTA levelező tagja (1922)
- az MTA rendes tagja (1939)

## Főbb művei
- Szondi két apródja az iskolában (1890)
- Szemelvények a magyar nemzeti lyra köréből (Jeles írók tára, 1893); 2. kiadás: 1904
- A tanárképzés reformja (Pozsony, 1895)
- Heliodoros a magyar irodalomban (Bp., 1897)
- Rhetorika (Bp., 1900)
- A kifejezés stílusa; Fritz Ny., Bp., 1913
- Stilisztika és verstan (Bp., 1914)
- Klasszicizmus és romanticizmus (Bp., 1924)[3]
- Az eufémizmus (Bp., 1931)
- Bánóczi József emlékezete (Bp., 1931)
- Bevezetés a poétikába. Poétikai alapvetés; Medvei Dezső, Bp., 1935 (Bölcsészethallgatók könyvtára)
- Művészi hangfestés és hangutánzás. Nyelvesztétikai tanulmány; Franklin Ny., Bp., 1937
- Petőfi és a zseni-elmélet (Bp., 1941)
- A magyar stilisztika útja (stilisztikai tanulmányok, Bp., 1961)